# Gesellschaft zur Förderung der inneren Kolonisation
Die Gesellschaft zur Förderung der inneren Kolonisation (GFK) wurde am 12. April 1912 auf Initiative von Friedrich Ernst von Schwerin und Max Sering gegründet. Ihre Aufgabe bestand in der Förderung der Besiedelung der nur dünn bevölkerten Ostgebiete des Deutschen Reiches und allgemein des Ausbaus der Landwirtschaft im gesamten Reichsgebiet durch eine ländliche Siedlungs- und Förderungspolitik. 
Das publizistische Organ war die Zeitschrift „Archiv für innere Kolonisation“. Nach dem Tod von Schwerin 1925 übernahm bis 1932 Wilhelm Freiherr von Gayl die Führung der  Gesellschaft. Eine bedeutende Rolle in der GFK spielte Alfred Hugenberg. Mitglieder waren auch die Direktoren der seit etwa 1900 gegründeten, staatlich dominierten Landgesellschaften.
Zu den Aufgaben der GFK gehörten die Anwerbung für die Siedlung, die Erforschung wissenschaftlicher Fragen, die Mitwirkung bei der Siedlungsgesetzgebung sowie die Förderung und Beratung von Siedlungsträgern und Siedlungsbewerbern.
Die GFK wurde am 26. Juni 1934 im Zuge der Gleichschaltungsmaßnahmen der Nationalsozialisten zwangsweise aufgelöst, hatten zuvor ihren Sitz in Berlin-Dahlem und kurzzeitig im Gutshaus von Tentzerow, in Vorpommern. Nach dem Zweiten Weltkrieg gründete sie sich zunächst 1946 in Schleswig-Holstein, später in der ganzen britischen Zone neu. 
Seit 1955 entstanden mehrere Tochtergesellschaften, darunter als bedeutendste die GFK GmbH, die später in Deutsche Gesellschaft für Landentwicklung (DGL GmbH) umbenannt wurde und bis 1994 existierte.
Das Aufgabengebiet nach dem Zweiten Weltkrieg umfasste vor allem die Strukturentwicklung agrarisch genutzten Raumes durch Beratung und gezielte Förderungsmaßnahmen.